# El Torn
El Torn és un llogaret garrotxí pertanyent al municipi de Sant Ferriol. L'any 2013 tenia 54 habitants, la majoria disseminats, i alguns agrupats al voltant de l'església de Sant Andreu del Torn, formant un petit nucli de població. El Torn celebra la seva festa major el tercer diumenge de setembre.

## Situació i comunicacions
El Torn està situat a la part sud de Sant Ferriol, a la dreta del riu Ser, i queda aïllat de la resta de veïnats del municipi per la serra del Torn, que creua el terme municipal de Sant Ferriol d'oest a est. De fet, la manera més ràpida d'accedir des del municipi és agafant la GI-524 i trencar a la GIV-5243 a l'entrada de Mieres. La seva proximitat amb Mieres (a diferència de la resta de veïnats de Sant Ferriol, més propers a Besalú) va propiciar que a l'Informe Roca es proposés la seva unió en un nou municipi que haurien format Mieres i Sant Miquel de Campmajor, a diferència de la resta del municipi de Sant Ferriol, que es proposava d'agregar a Besalú.

## Història
El Torn va formar un municipi propi fins a l'any 1857, quan es va fusionar al llavors anomenat municipi de la Parròquia de Besalú juntament amb els antics municipis del Mor, Ossinyà, Fares, Juïnyà i la Miana. L'antic terme municipal del Torn també comprenia l'antic priorat i santuari de Santa Maria del Collell, que més tard va esdevenir una escola i que actualment s'ha reconvertit en casa de colònies.